# Halim Kural
Halim Kural (* 1916 in Istanbul; † 16. März 1999) war ein türkischer Generalmajor des Heeres (Türk Kara Kuvvetleri).

## Leben
Kural absolvierte nach dem Schulbesuch eine Offiziersausbildung an der Heeresschule (Harp Okulu), die er 1936 als Fähnrich der Infanterie abschloss. Nach dem Besuch der Infanterieschützenschule (Piyade Atış Okulu) fand er Verwendung in verschiedenen Heereseinheiten der Streitkräfte (Türk Silahlı Kuvvetleri). Nach Abschluss der Heeresakademie (Harp Akademisi) wurde er 1946 zum Hauptmann (Yüzbaşı) befördert und in den Generalstab der Türkei versetzt, wo er Referatsleiter im Büro des stellvertretenden Generalstabschefs war. Danach war er Kompaniechef der 12. Kompanie des 81. Infanterieregiments sowie Offizier im Hauptquartier des 18. Korps, ehe er Referatsleiter im Hauptquartier der 3. Armee war. Nach einer Verwendung als Referatsleiter im Stab der im Koreakrieg eingesetzten 4. Brigade wurde er Kommandeur des 1. Bataillons des 26. Infanterieregiments.
Danach war Kural Dozent an der Heeresakademie sowie Leiter der Nachrichtendienstabteilung im Hauptquartier der in der Istanbuler Selimiye-Kaserne stationierten 1. Armee, ehe er stellvertretender Kommandeur der 66. Division wurde. Nach einer Verwendung im Verteidigungsministerium (Millî Savunma Bakanlığı) wurde er am 13. August 1962 zum Brigadegeneral (Tuğgeneral) befördert und in die Operationsabteilung des Generalstabes versetzt. Im Anschluss wurde er am 26. August 1964 stellvertretender Kommandeur der 33. Division.
1965 wurde Kural zum Generalmajor befördert und als solcher am 29. September 1966 stellvertretender Leiter der Rüstungsabteilung im Verteidigungsministerium. Daraufhin war er vom 30. August 1969 bis zu seinem Eintritt in den Ruhestand am 30. August 1970 Kommandant der Lehrgänge der Akademien des Generalstabes. Er war verheiratet und Vater zweier Kinder.